# Argyrops spinifer
Argyrops spinifer is een straalvinnige vis uit de familie van zeebrasems (Sparidae), orde van baarsachtigen (Perciformes). De vis kan een lengte bereiken van 70 centimeter.

## Leefomgeving
Argyrops spinifer is een zoutwatervis. De soort komt voor in tropische wateren in de Grote en Indische Oceaan op een diepte 150 meter.

## Relatie tot de mens
Argyrops spinifer is voor de visserij van aanzienlijk commercieel belang. In de hengelsport wordt er weinig op de vis gejaagd.